# Уелс (остров)
Вижте пояснителната страница за други значения на Уелс.
Уелс (на английски: Wales Island) е 34-тият по големина остров в Канадския арктичен архипелаг. Площта му е 1137 км2, която му отрежда 43-то място сред островите на Канада. Административно островът се намира в канадската територия Нунавут. Необитаем.
Остров Уелс е разположен в югоизточната част на залива Комити (между полуостровите Симпсън на запад и Мелвил на изток). Тесен (1,5 км) проток го отделя на югоизток от бреговете на Мелвил. Островът е дълъг от север на юг 63 км, а ширината му от запад на изток е 23 км.
Релефът е предимно равнинен с приповдигната централна част до 80 м н.в., от където радиално към крайбрежието се стичат къси реки и потоци.
Островът е открит през август 1846 г. от шотландския полярен изследовател Джон Рей, а през юни следващата година детайлно го изследва и картира.